# Klaus-Peter Goethert
Klaus-Peter Goethert (* 27. August 1946 in Berlin) ist ein deutscher Klassischer Archäologe.

## Leben
Klaus-Peter Goethert, Sohn des Klassischen Archäologen Friedrich Wilhelm Goethert, absolvierte 1966 sein Abitur am Dreikönigsgymnasium in Köln. Im Wintersemester 1966/67 begann er das Studium der Klassischen Archäologie, Alten Geschichte und Klassische Philologie an der Freien Universität Berlin, zum Wintersemester 1968/69 wechselte er an die Universität Bonn, wo er 1974 bei Nikolaus Himmelmann promoviert wurde. Ab dem Sommersemester 1975 war er wissenschaftlicher Mitarbeiter im Fach Klassische Archäologie an der Universität Trier. 1980 wurde er Kustos der dortigen Original- und Abguss-Sammlung und Akademischer Rat, 1984 wurde er Akademischer Oberrat. 2011 trat er in den Ruhestand.
Verheiratet ist er mit der Archäologin Karin Goethert-Polaschek.

## Veröffentlichungen (Auswahl)
- Typologie und Chronologie der jüngeretruskischen Steinsarkophage. Dissertation Bonn 1974 [1979, mit Lebenslauf].
- Römerbauten in Trier: Porta Nigra, Amphitheater, Barbarathermen, Thermen am Viehmarkt, Kaiserthermen (=  Führungshefte Abt. Burgen, Schlösser, Altertümer Rheinland-Pfalz 20). Schnell & Steiner, Regensburg 2003, ISBN 3-7954-1445-8.
- Amphitheater in Trier (= Kleine Kunstführer 2620; Kurzführer Burgen, Schlösser, Altertümer Rheinland-Pfalz 15). Schnell & Steiner, Regensburg 2005, ISBN 3-7954-6596-6.
- mit Winfried Weber: Römerbauten in Trier. Porta Nigra, Amphitheater, Barbarathermen, Thermen am Viehmarkt, Kaiserthermen, Basilika, Dom und Liebfrauenkirche, Römerbrücke (= Führungsheft der Generaldirektion Kulturelles Erbe Rheinland-Pfalz, Band 20; Edition Burgen, Schlösser, Altertümer Rheinland-Pfalz). 2., veränderte und erweiterte Auflage. Schnell & Steiner, Regensburg 2010, ISBN 978-3-7954-2375-9.